# يوحنا السابع باليولوج
يوحنا السابع باليولوج (1370- 22 سبتمبر 1408) إمبراطور بيزنطي حكم لخمسة أشهر في سنة 1390، وكان قبل ذلك قد شارك أباه أندرونيكوس الرابع باليولوج الحكم كإمبراطور مُشارك بين عامي (1377-1379).

## حياته
يوحنا السابع باليولوج هو ابن الإمبراطور أندرونيكوس الرابع باليولوج من زوجته كيراتسا البلغارية، وعندما اعتلى أبوه أندرونيكوس الرابع باليولوج العرش بعد أن أطاح بأبيه يوحنا الخامس باليولوج في عام 1376 أصبح يوحنا السابع امبراطوراً مُشاركاً مع أبيه في العام التالي. لكن الإثنين تمت الإطاحة بهما وسَمْل أعينهما جزئياً في عام 1379 إلا أن أباه أندرونيكوس بقي محتفظاً بمنصبه الامبراطوري ومنحه أبوه يوحنا الخامس مقاطعة سيليمبريا (سيليفري)، وبعد وفاة أندرونيكوس الرابع عام 1385 خلفه إبنه يوحنا السابع في منصبه.

## الحُكم
في 14 أبريل 1390 أزاح يوحنا السابع جده يوحنا الخامس عن الحكم واعتلى العرش بدلاً منه، واستمر في منصبه خمسة أشهر حيث تمكن يوحنا الخامس من استعادة عرشه من جديد بفضل مساعدة إبنه مانويل الثاني ومساعدة جمهورية البندقية.

## ما بعد الحُكم
لجأ يوحنا السابع إلى بلاط السلطان العثماني بايزيد الاول الذي اعاده إلى مقاطعته في سيليمبريا ومن ثم تحسنت علاقته مع عمه الإمبراطور مانويل الثاني الذي اعتلى العرش بعد وفاة ابيه يوحنا الخامس.
في عام 1399 وبسبب الحصار الذي فرضه بايزيد الأول على القسطنطينية والذي استمر قرابة خمس سنوات سافر مانويل الثاني إلى الغرب طلباً للمساعدة المادية والعسكرية من ممالك أوروبا فأبقى يوحنا السابع في المدينة وصياً على العرش خلال غيابه وكلفه بحمايتها. وقد أدى يوحنا واجبه جيداً وكان بانتظار حصول معجزة لانقاذ المدينة من السقوط وقد حصلت المعجزة بالفعل حين هاجم تيمورلنك العثمانيين فاضطر السلطان بايزيد لرفع الحصار عن القسطنطينية ومواجهة تيمولنك في معركة أنقرة في 20 يوليو 1402 التي انتهت بهزيمة كبيرة للعثمانيين ووقوع السلطان بايزيد بنفسه في الأسر.
وبسبب هذه الهزيمة دخل العثمانيون في حرب أهلية أدت إلى انقسام كبير بين أمرائها الذين سعوا إلى عقد السلام مع البيزنطيين، فاستغل يوحنا السابع الفرصة وعقد معاهدة تضمن عودة الكثير من مناطق الساحل الأوروبي من بحر مرمرة التي سيطر عليها العثمانيون سابقاًُ وخصوصاً سالونيك على بحر إيجة.
وبعد عودة مانويل الثاني سلّم يوحنا السابع السلطة اليه وقرر الاستقرار في سالونيك كحاكم شبه مستقل حيث حكمها بقية أيام حياته (1403-1408) وحمل لقب «امبراطور كل ثيساليا» وجعل إبنه أندرونيكوس الخامس شريكاً معه الا انه توفي صغيراً في السابعة من عمره.